# 贝托拉
贝托拉（義大利語：Bettola），是意大利皮亚琴察省的一个市镇。总面积122平方公里，人口3052人，人口密度25.0人/平方公里（2009年）。ISTAT代码为033004。

## 友好城市
- 法國 马恩河畔诺让